# Nowa Wieś Lęborska
Nowa Wieś Lęborska (kaszb. Nowô Wies, niem. Neuendorf) – wieś w Polsce położona w województwie pomorskim, w powiecie lęborskim, siedziba gminy Nowa Wieś Lęborska.
Wieś leży w pradolinie Łeby na trasie linii kolejowej nr 229. Bliskość miasta powiatowego nadaje miejscowości charakter północnego przedmieścia Lęborka (połączenia komunikacji miejskiej ZKM Lębork). Przez wieś prowadzi droga wojewódzka DW214.
W latach 1954–1972 wieś należała i była siedzibą gromady Nowa Wieś Lęborska. W latach 1975–1998 miejscowość administracyjnie należała do województwa słupskiego.
W 1953 r. zmieniono nazwę miejscowości z Nowa Wieś na Nowa Wieś Lęborska.
We wsi znajduje się neoromański kościół ze smukłą wieżą i absydą oraz dawna, ryglowa karczma, oba obiekty z poł. XIX w.
We wsi jest przystanek kolejowy Nowa Wieś Lęborska.

## Historia
We wczesnym średniowieczu istniały na jej terytorium kilka osiedli i gród. Jako jednolita osada istniała najprawdopodobniej jeszcze przed 1308. Wtedy to istniała prawdopodobnie jako osada fiskalna (państwowa) księstwa białogardzkiego, którą pod koniec XII wieku wytyczono nowy szlak handlowy z Gdańska do Słupska , omijając na północ leżącą Białogardę. W roku 1349, przy lokowaniu Lęborka, komtur gdański Heinrich Rechtir nadał osadzie prawa chełmińskie. De facto było to wznowienie starszego aktu nadania, ze względu na zapis nazwy wsi Nyedorf. Ta nazwa widniała już w opisie Redkowic z lat 1335-1341. Ówcześnie lokowany Lębork należał do parafii w Nowej Wsi